# Helmer Hanssen

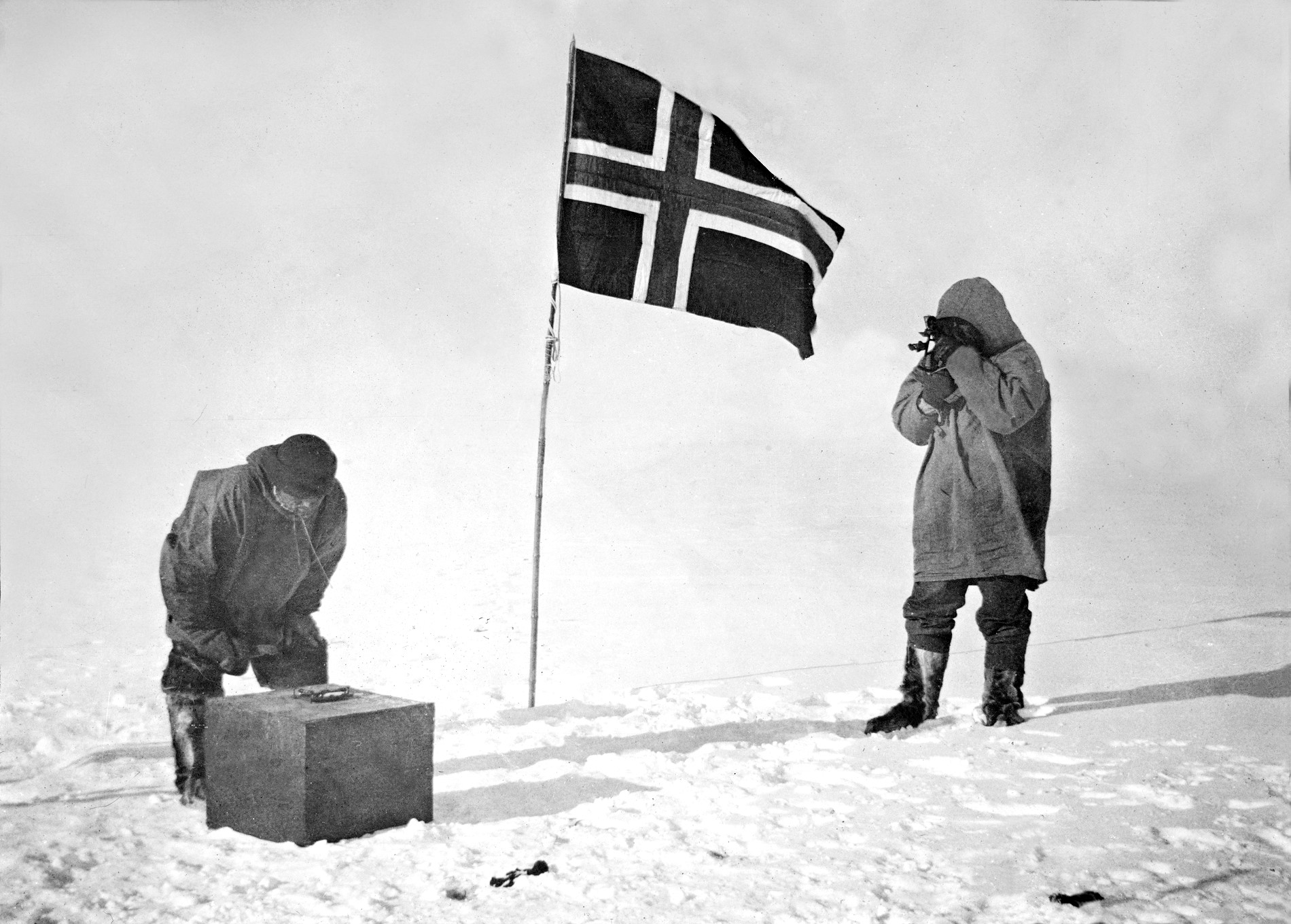
Amundsen i Hansen na biegunie południowym

Helmer Hanssen (ur. 24 września 1870 roku w Bjørnskinn, zm. 2 sierpnia 1956 roku w Tromsø) – norweski marynarz i polarnik, uczestnik ekspedycji Roalda Amundsena na biegun południowy z lat 1910–1912, członek pięcioosobowej grupy, która jako pierwsza zdobyła biegun południowy.

## Życiorys

### Dzieciństwo i młodość
Urodził się 24 września 1870 roku w Bjørnskinn (dzisiejsze Andøy), w archipelagu Vesterålen, w północnej Norwegii. Jego ojciec, Hans Andreas Jacobsen, był rolnikiem i rybakiem. Od 11. roku życia Helmer zajmował się pracami polowymi. Wraz z ojcem łowił także ryby na Lofotach i Finnmarku. W latach 1894–1897 polował na małe walenie i foki. W 1897 roku ożenił się z Kristiną Augustą Josefiną Berg. W tym samym roku zaciągnął się na statek „Laura”, by wziąć udział w brytyjskiej ekspedycji na Nową Ziemię, dowodzonej przez Henry’ego Johna Pearsona (1850–1913). Gdy wraz z resztą załogi przygotowywał się w Sandefjord do wypłynięcia na północ, spotkał Roalda Amundsena (1872–1928), wyruszającego na statku „Belgica” na Belgijską Wyprawę Antarktyczną. W 1898 roku służył jako szyper na statku „Elida”, przeznaczonym do łowienia fok. W latach 1898–1902 pracował dla kompanii Vesteraalens Dampskibsselskab.

### Współpraca z Amundsenem
W 1903 roku podjął po raz pierwszy współpracę z Roaldem Amundsenem. Dzięki rekomendacji Fritza Zapffego (1869–1956), przyjaciela Amundsena, dołączył do załogi statku Gjøa, wypływającego na poszukiwanie Przejścia Północno-Zachodniego. Podczas wyprawy tej nauczył się od Inuitów manewrowania psimi zaprzęgami. Po powrocie do Norwegii pracował dla urzędu celnego w Tromsø. Z pracy tej później zrezygnował, by móc wziąć udział w kolejnej wyprawie Amundsena jako nawigator.
Początkowo wyprawa Amundsena z lat 1910–1912 miała być skierowana na biegun północny, a Helmer Hanssen – podobnie jak większość załogi – o zmianie planów dowiedział się dopiero na kilka dni przed wypłynięciem z Madery. Zapytany wówczas przez Amundsena, czy nadal chce uczestniczyć w ekspedycji, odparł twierdząco. Po dotarciu na Antarktydę uczestniczył w trzech ekspedycjach przygotowawczych do wyprawy na biegun południowy. W październiku 1911 roku wyruszył na biegun wraz z czterema towarzyszami: Amundsenem, Olavem Bjaalandem (1873–1961), Oscarem Wistingem (1871–1936) oraz Sverre Hasselem (1876–1928). Grupa ta dotarła na biegun 14 grudnia 1911 roku, a 25 stycznia 1911 roku powróciła do bazy.
Hanssen powrócił do Norwegii przez Hobart na Tasmanii i Buenos Aires. Podjął na nowo pracę dla urzędu celnego. W 1918 roku został zaproszony przez Amundsena do uczestnictwa w ekspedycji statku „Maud”, której celem był Archipelag Arktyczny. Zimą przełomu 1918 i 1919 roku uratował Amundsena przed utonięciem. 1 grudnia 1919 roku, po tym, jak „Maud” zaklinował się w lodzie w pobliżu wyspy Ajon, Hanssen i Wisting udali się psim zaprzęgiem na wschodnie wybrzeże, aby spróbować przeprawić się przez Cieśninę Beringa i dotrzeć do Nome na Alasce . Cieśnina nie była żeglowna, lecz Hanssenowi udało się nadać telegramy z Anadyru . Hanssen i Wisting wrócili po ponad sześciu miesiącach nieobecności i pokonaniu 1500 km psim zaprzęgiem .
Podczas ekspedycji statku Maud relacje Hanssena z Amundsenem uległy pogorszeniu. W 1920 roku, po zawinięciu do Nome, został zdymisjonowany. Zgodnie z listem Amundsena do jego brata, Leona, miało to związek z niesubordynacją Hanssena. Po opuszczeniu załogi statku Hanssen musiał pracować w Nome przez kilka tygodni jako poszukiwacz złota, by zarobić na powrót do Norwegii.

### Dalsza działalność
W 1920 roku ponownie podjął pracę dla urzędu celnego. W 1924 roku podróżował wraz z organizowaną przez Uniwersytet Oksfordzki ekspedycją na Spitsbergen, dowodzoną przez George’a Binneyego (1900–1972). Wspólnie z Binneyem przemierzył wówczas przy pomocy psich zaprzęgów Ziemię Północno-Wschodnią ze wschodu na zachód. W 1926 roku towarzyszył przedstawicielom niemieckiej wytwórni filmowej Universum Film AG w podróży na Svalbard i Grenlandię. Spotkał wówczas amerykańskiego polarnika Richarda Byrda (1888–1957), lecz odrzucił jego propozycję uczestnictwa w wyprawie na Antarktydę. W latach 1928–1940 pracował w Tromsø jako kontroler statków. Zmarł w 1956 roku w Tromsø.

## Odznaczenia i upamiętnienie
Po powrocie z ekspedycji statku Gjøa został kawalerem Orderu Świętego Olafa, najwyższego odznaczenia Królestwa Norwegii. W 1912 roku otrzymał Złoty Medal Bieguna Południowego (norw. nynorsk Sydpolsmedaljen), ustanowiony przez króla Haakona VII z okazji zdobycia przez wyprawę Amundsena bieguna południowego.
Po jego śmierci państwo opłaciło wykonanie dla niego nagrobka w katedrze w Tromsø. W Andøy wzniesiono pomnik upamiętniający podróżnika. W 2011 roku Uniwersytet w Tromsø zmienił nazwę statku badawczego „Jan Mayen” na „Helmer Hanssen”. Na Antarktydzie znajduje się natomiast nazwana na jego cześć Mount Hanssen.